# Chiesa di Sant'Anna (Sorano)
La chiesa di Sant'Anna è un edificio situato nel comune di Sorano, in Toscana, lungo la strada vicinale di Sant'Anna, presso l'omonima località, a circa un chilometro a sud-est del capoluogo comunale.

## Storia
Di origini incerte ma antiche, la chiesa sorse alle dipendenze della non lontana pieve di Santa Maria dell'Aquila.
Nel corso dei secoli si sviluppò un piccolo borgo rurale attorno al preesistente edificio religioso, tanto che durante il Settecento la chiesa era già affiancata da alcuni edifici abitativi, rimanendo consacrata ed ospitando funzioni religiose almeno fino al tardo Ottocento.
Tra la fine dell'Ottocento e gli inizi del Novecento, iniziarono una serie di lavori che portarono alla trasformazione dell'originario edificio religioso in fabbricato adibito a deposito, contemporaneamente all'ampliamento dell'attiguo borgo rurale.

## Descrizione
La chiesa di Sant'Anna, seppur sconsacrata, trasformata e adibita ad altri usi, è ben riconoscibile all'interno dell'omonimo borgo rurale.
È ben riconoscibile, infatti, l'ampia facciata principale con portale d'ingresso centrale preceduto da alcuni gradini e con una finestra quadrangolare che si apre al centro della parte superiore. Una più antica porta d'ingresso è visibile, seppur chiusa, su una parete laterale, ove spicca il suo arco a sesto acuto che quasi certamente testimonia l'origine tardomedievale del primitivo edificio religioso.
Sul lato sinistro della facciata è parzialmente addossato il campanile a pianta quadrata, trasformato in struttura abitativa a cui si accede attraverso una scalinata che conduce al piano rialzato. Quasi certamente, i lavori di ristrutturazione del secolo scorso hanno modificato l'orientamento originario della pianta della chiesa.
All'interno dell'edificio religioso era originariamente collocato un dipinto raffigurante la Madonna con San Giuseppe, sant'Anna e san Gioacchino, che risultava essere ancora presente in epoca settecentesca e che probabilmente ha conferito la denominazione alla chiesa per la presenza della santa.